# 伊集院光&佐久間宣行の勝手にテレ東批評
『伊集院光&佐久間宣行の勝手に「テレ東批評」』（いじゅういんひかるアンドさくまのぶゆきのかってにテレとうひひょう）は、テレビ東京で2023年10月7日から放送されている番宣トークバラエティ番組。

## 概要
テレビ東京フリークである伊集院光とテレビプロデューサーの佐久間宣行（元テレビ東京社員）が、スタッフから提供されたテレビ東京のタイムテーブルなどを元にして、2人が気になる番組や局に対する忖度のないレビューや批評など、勝手気ままなトークを、テレビ東京社内にあるナレーションブース（2部屋あるうちのどちらかで収録）を使い、ラジオ番組風に展開するバラエティ番組である。
2023年10月からのレギュラー放送に先駆けて、9月2日に特別番組を放送した。
2024年7月27日放送の『独占生中継!隅田川花火大会2024★夏の風物詩!東京の夜空彩る豪華2万発』に併せて、『テレ東批評in隅田川花火大会』と題したライブ配信をTVerと公式YouTubeにて行った。
2025年4月期の改編において、放送時間が土曜日11時3分開始から水曜日1時30分（火曜深夜25時30分）開始に変更された。

## 主なコーナー
- 勝手にテレ東タイムテーブルレビュー

資料として示された当番組の放送日を含む1週間のテレ東タイムテーブル（主にプライムタイム）を参考に、それぞれが最近観た番組を勝手に批評する。
- これからやるらしいテレ東の番組

当番組の放送日以降に放送が予定されている番組について、出演者をゲストに招き掘り下げる。
- 視聴者からのご意見や苦情のコーナー

当番組に寄せられた視聴者からの意見や苦情をもとにトークする。
- ゲストもテレ東批評

ゲストのテレ東に対する意見や苦情をもとにトークする。
※上記以外に、テレ東が推す番組を紹介する番宣パートもある。

## 出演者
MC
- 伊集院光[2]
- 佐久間宣行[2]

進行
- 中根舞美（テレビ東京アナウンサー。2024年10月12日放送回から）

過去の出演者
- 池谷実悠（当時テレビ東京アナウンサー。2024年9月28日放送回まで）

## 放送リスト

### プレ特番
| 特番         | 特番          | 特番                 | 特番                                           | 特番                               | 特番 |
| 放送日       | 時間          | サブタイトル         | ゲスト『オススメ番組』                         | 番宣パート                         | 備考 |
| ------------ | ------------- | -------------------- | ---------------------------------------------- | ---------------------------------- | ---- |
| 2023年9月2日 | 11:03 - 11:55 | ゲストは千原ジュニア | 千原ジュニア（千原兄弟）『何を隠そう…ソレが!』 | 角谷暁子（テレビ東京アナウンサー） |      |

### レギュラー放送
- ゲスト『オススメ番組』欄の凡例：

無印 - これからやるらしいテレ東の番組、◎印 - 今やっているテレ東の番組、☆印 - ゲストもテレ東批評、※印 - 特別企画

#### 土曜日 11:03 - 11:30 時代
| 2023年 第1回 - 第13回 | 2023年 第1回 - 第13回 | 2023年 第1回 - 第13回                                             | 2023年 第1回 - 第13回 | 2023年 第1回 - 第13回              | 2023年 第1回 - 第13回                                        |
| 回                    | 放送日                | サブタイトル                                                      | ゲスト『オススメ番組』 | 番宣パート                         | 備考                                                         |
| --------------------- | --------------------- | ----------------------------------------------------------------- | --- | ---------------------------------- | ------------------------------------------------------------ |
| 1                     | 10月7日               | ゲストはノブコブ吉村                                              | 吉村崇（平成ノブシコブシ）『タクシー運転手さん一番うまい店に連れてって!』                                                                                    | 狩野恵里（テレビ東京アナウンサー） | 池谷アナの代役で中原みなみ（テレビ東京アナウンサー）が出演。 |
| 2                     | 10月14日              | マキタスポーツがドラマ秘話暴露                                    | マキタスポーツ『きのう何食べた? season2』 | カミナリ                           | 池谷アナの代役で中原みなみ（テレビ東京アナウンサー）が出演。 |
| 3                     | 10月21日              | 伝説のロケ番組秘話                                                | *ゲストなし『日曜ビッグバラエティ お直しJAPAN 世界が驚いたスゴ腕職人!創業80年銭湯を修理』『下戸酒場』                                                        | 篠原涼子、山崎育三郎『ハイエナ』   | 池谷アナの代役で竹﨑由佳（テレビ東京アナウンサー）が出演。   |
| 4                     | 10月28日              | シソンヌ長谷川を斬る!?                                            | 長谷川忍（シソンヌ）『旅の思い出なんだっけ? 北関東の人気観光地をチョコンヌ&SnowMan宮舘が巡る』                                                               | 篠原涼子、山崎育三郎『ハイエナ』   | 池谷アナの代役で竹﨑由佳（テレビ東京アナウンサー）が出演。   |
| 5                     | 11月4日               | テレ東60祭!緊急告知があるよ～                                     | ※［イベント］伊藤隆行（テレビ東京制作局長）『テレ東60祭@なぜか横浜赤レンガ』                                                                                 | 出川哲朗『テレ東60祭』             |                                                              |
| 6                     | 11月11日              | バカリズムの秘密暴露                                              | *ゲストなし『バカリヅカ』 | 出川哲朗『テレ東60祭』             |                                                              |
| 7                     | 11月18日              | さまぁ～ずが来ちゃったよSP                                        | さまぁ〜ず『モヤモヤさまぁ～ず2SP【大江＆ザキヤマ参戦！テレ東18番組と勝手に繋がる】』                                                                        | 永野                               |                                                              |
| 8                     | 11月25日              | 三四郎がロケ秘話公開                                              | 三四郎『デカ盛りハンターSP【VS8.5kg超巨大焼肉定食&回転寿司タッグマッチ】』                                                                                   | お見送り芸人しんいち               |                                                              |
| 9                     | 12月2日               | なぜかゲストに大江麻理子!?                                        | 大江麻理子（テレビ東京報道局キャスター）『テレ東経済WEEK ミライへ挑む!～ニッポンの闘い方～』                                                                 | わらふぢなるお                     |                                                              |
| 10                    | 12月9日               | Aマッソ加納にクレーム!?                                           | *ゲストなし『田舎くれんぼ～人口500人の村でウソ村人に変装せよ!～』◎加納（Aマッソ）『正解の無いクイズ』                                                        | 東京ホテイソン                     |                                                              |
| 11                    | 12月16日              | 中村ゆうじTVチャンピオンを語る                                    | 中村ゆうじ『TVチャンピオン3』たけうちほのか『ローカル路線バス乗り継ぎの旅W 山形・湯野浜温泉→青森・龍飛崎』                                                   | カカロニ                           |                                                              |
| 12                    | 12月23日              | ロッチ中岡が出川哲朗㊙話公開                                      | 中岡創一（ロッチ）『出川哲朗のプロ野球順位予想 春の予想の答え合わせ＆大反省会SP』『芸能界オールスター草野球▼出川軍に中居正広が電撃加入でヤバいよヤバいよSP』 | 永野                               |                                                              |
| 13                    | 12月30日              | 伊集院光&佐久間宣行の勝手に「テレ東批評」SP! 矢作兼とぶっちゃけ話 | 矢作兼（おぎやはぎ）『家、ついて行ってイイですか? 職人に昭和オトコにモノ屋敷まで…新春4時間SP』『ゴッドタン 芸人マジ歌選手権』                                | 池谷実悠（テレビ東京アナウンサー） | 12:00 - 12:55                                                |

| 2024年 第14回 - 第64回 | 2024年 第14回 - 第64回 | 2024年 第14回 - 第64回                                                            | 2024年 第14回 - 第64回 | 2024年 第14回 - 第64回           | 2024年 第14回 - 第64回 |
| 回                     | 放送日                 | サブタイトル                                                                      | ゲスト『オススメ番組』 | 番宣パート                       | 備考 |
| ---------------------- | ---------------------- | --------------------------------------------------------------------------------- | --- | -------------------------------- | --- |
| 14                     | 1月6日                 | たんぽぽ川村のタオル旅ロケ秘話                                                    | 川村エミコ（たんぽぽ）『大久保川村の温泉タオル集め旅12弾!富士見の絶景露天SP』 | カミナリ                         | |
| 15                     | 1月13日                | まさかのゲスト寺島進が暴走                                                        | 寺島進『水バラ ワンコイン温泉はしご対決旅 バス乗り継ぎ!冬の名湯巡りin福島』 | お見送り芸人しんいち             | |
| 16                     | 1月20日                | 織田信成と応援団を熱く語る                                                        | 織田信成『世界!ニッポン行きたい人応援団▼寒い冬にぽっかぽか日本の味SP』 | わらふぢなるお                   | |
| 17                     | 1月27日                | 禁断の未公開トーク大放出SP                                                        | *ゲストなし | 東京ホテイソン                   | 過去の未公開映像特集第1弾。 |
| 18                     | 2月3日                 | 出川哲朗が降臨でヤバいよ!!                                                        | 出川哲朗『出川哲朗の充電させてもらえませんか?【ダイアン津田が初充電!<埼玉>縦断SP】』 | カカロニ                         | |
| 19                     | 2月10日                | 出川のテレ東伝説がヤバいよ                                                        | 出川哲朗『出川哲朗の充電させてもらえませんか?【祝!哲朗還暦<湘南&横浜>で大祝福SP】』 | 三四郎                           | 特別企画として「テレ東と同い年 出川哲朗の歴史を紐解こう!」を放送。 |
| 20                     | 2月17日                | 中村ゆりかに池谷アナが失言連発                                                    | 中村ゆりか『チェイサーゲーム W パワハラ上司は私の元カノ』 | ぱーてぃーちゃん                 | |
| 21                     | 2月24日                | 錦鯉&謎のVチューバー登場                                                          | ◎錦鯉『渡辺隆のいしとほしとタカシ』 | 宮下草薙                         | |
| 22                     | 3月2日                 | トラック乗り継ぎ旅inUSAを語る                                                     | セイン・カミュ『トラック乗り継ぎ旅ザ・ワールド!激走アメリカ横断3500km!ルート66を辿る』秋山竜次（ロバート）『秋山ロケの地図 THEゴールデン激ヤバの海★ロバート秋山 茨城・水戸の旅』                                                                          | スギちゃん                       | |
| 23                     | 3月9日                 | ドラマ主演!朝日奈央をいじる                                                       | ◎朝日奈央『ブラックガールズトーク』 | マシンガンズ                     | |
| 24                     | 3月16日                | 太川陽介がバス旅＆蛭子を語る                                                      | 太川陽介『テレ東系「旅の日」7時間テレビ★人気4番組が460kmガチ旅リレー』さまぁ〜ず、田中瞳（テレビ東京アナウンサー）『モヤモヤさまぁ～ずSDGs5【長野・松本市と長野市でSDGsブラブラSP】』                                                                     | スギちゃん                       | |
| 25                     | 3月23日                | 東MAXが人気番組の秘密暴露                                                         | 東貴博（Take2）『所さんの学校では教えてくれないそこんトコロ!SP【超お宝!巨大!感動!2時間半ちょっとSP】』 | 永野                             | |
| 26                     | 3月30日                | 宮藤官九郎と話題のドラマを語る                                                    | 宮藤官九郎『ドラマ25 季節のない街』 | 東京ホテイソン                   | エンディングで池谷アナが結婚を報告。 |
| 27                     | 4月6日                 | 河合優実&坂東龍汰ドラマ秘話                                                       | ◎河合優実、坂東龍汰『RoOT / ルート オブ オッドタクシー』 | ジョイマン                       | |
| 28                     | 4月13日                | 呂布カルマとぶっちゃけ話                                                          | ◎呂布カルマ『日本怪奇ルポルタージュ』『正解の無いクイズ』 | お見送り芸人しんいち             | |
| 29                     | 4月20日                | コンプラNG男 さらば青春の光 東ブクロが放送禁止!NG連発!禁断のイベントを語る!       | ※［イベント］東ブクロ（さらば青春の光）『アヤツリ・スクワッド 共犯者ライブ』 | わらふぢなるお                   | |
| 30                     | 4月27日                | アルピーと大食い王決定戦を語る                                                    | アルコ&ピース『最強大食い王決定戦2024 』※［開局60周年記念テレ東CM］本間かなみ（テレビ東京）、古川智（テレビ東京）『開局60周年記念テレ東CM』 | 三四郎                           | |
| 31                     | 5月4日                 | テレ東批評にまさかの鈴木保奈美が登場!BSテレ東「あの本、読みました?」について語る! | ◎鈴木保奈美『あの本、読みました? 』 | ジョイマン                       | |
| 32                     | 5月11日                | マヂラブ村上と噂の新番組を語る                                                    | 村上（マヂカルラブリー）『川島明の辞書で呑む 』*ゲストなし『せいやのリアルタイム紀行《行き先はライブ配信のコメント次第》』 | 田中瞳（テレビ東京アナウンサー） | |
| 33                     | 5月18日                | 爆笑トーク炸裂!!視聴者からのご意見&苦情コーナー大連発SP                           | *ゲストなし | ぱーてぃーちゃん                 | |
| 34                     | 5月25日                | 「あのちゃんの電電電波♪」の知られざる裏側を暴露!                                  | ◎あの『あのちゃんの電電電波♪』 | 宮下草薙                         | |
| 35                     | 6月1日                 | 井戸田潤…伝説のお蔵入り事件                                                       | ◎井戸田潤（スピードワゴン）『ぴったり にちようチャップリン』 | 宮下草薙                         | |
| 36                     | 6月8日                 | 菅井友香となんでも鑑定団を語る                                                    | ◎菅井友香『開運!なんでも鑑定団』 | スギちゃん                       | |
| 37                     | 6月15日                | みちょぱ登場…恐るべき能力とは!?                                                   | 池田美優『田舎くれんぼ〜芸能人が田舎で「かくれんぼ」変装したウソ村人を探しだせ!〜』 | 三四郎                           | |
| 38                     | 6月22日                | つぶやきシローが昼めし旅に失言                                                    | ◎つぶやきシロー『昼めし旅』南海キャンディーズ『テレ東ミュージックフェス2024夏～ヤバい昭和の超名曲vs令和ヒット曲100連発～』 | ぱーてぃーちゃん                 | |
| 39                     | 6月29日                | 今月退社…サヨナラ松丸アナSP                                                       | ※松丸友紀（テレビ東京アナウンサー） | マシンガンズ                     | |
| 40                     | 7月6日                 | 鬼軍曹・村井美樹のロケ秘話                                                        | 村井美樹『水バラ ローカルバスVS鉄道 乗り継ぎ対決旅20 爽快!夏の伊勢志摩SP』小峠英二（バイきんぐ）、平子祐希（アルコ&ピース）『小峠くんにスポーツを教えナイト～テレ東もオリンピック放送するってよSP～』                                                     | ジョイマン                       | |
| 41                     | 7月13日                | AKB48の新ドラマ秘話公開                                                           | ◎佐藤綺星・大盛真歩（AKB48）『星屑テレパス』※［イベント］*ゲストなし『川島明の辞書で吞むTHEライブ～有楽町で呑みましょう「か」～』 | ゴー☆ジャス                      | |
| 42                     | 7月20日                | 天野っち熱弁!南極船特番                                                           | 天野ひろゆき（キャイ〜ン）『日曜ビッグバラエティ 日本⇔南極35000km!南極観測船"しらせ"に乗せてもらいました!』 | マシンガンズ                     | エンディングで『独占生中継!隅田川花火大会2024★夏の風物詩!東京の夜空彩る豪華2万発』（2024年7月27日放送）の裏で『テレ東批評in隅田川花火大会』をTVerと公式YouTubeでライブ配信すると発表。 |
| 43                     | 7月27日                | 孤高のピン芸人…永野が吠える                                                       | ◎永野『永野に絶対来ないシゴト』 | TAIGA                            | オープニングで池谷アナの結婚式での様子が紹介された。 |
| 44                     | 8月3日                 | クズ芸人山添〈相席スタート〉登場                                                  | ※［イベント］山添寛（相席スタート）『正解の無いクイズLIVE』 | ママタルト                       | |
| 45                     | 8月10日                | 日向坂46松田好花の謎番組                                                          | 松田好花（日向坂46）『放送作家松田好花』 | ゆめちゃん                       | 「視聴者からのご意見や苦情のコーナー」で池谷アナの披露宴の様子が紹介された。 |
| 46                     | 8月17日                | 麒麟・川島明が緊急出演!?                                                          | 川島明（麒麟）『川島明の辞書で呑む【か】の回・前編 7月19日ヒューリックホール東京にて』※［新人アナをいじりたおそう］松澤亜海・古旗笑佳・神野裕（テレビ東京アナウンサー）                                                                                   | ゆってぃ                         | |
| 47                     | 8月24日                | 川島明が再び…さんま特番決定                                                       | ◎川島明（麒麟）『川島明の辞書で呑む』川島明（麒麟）、 鈴木拓也（テレビ東京プロデューサー）『さんまさん!ここで問題です〜解答者・明石家さんまVSクイズさん〜』                                                                                               | ゴー☆ジャス                      | |
| 48                     | 8月31日                | ご意見&苦情…夏休みSP!                                                             | 二宮和也、せいや（霜降り明星）『激かわペット大集合!ワンニャンにのランド▼二宮和也テレ東初MC!』 | TAIGA                            | |
| 49                     | 9月7日                 | ノブコブ徳井があの番組を批評!?                                                    | ☆徳井健太（平成ノブシコブシ）『シナぷしゅ』 | ママタルト                       | オープニングで池谷アナの9月末での退社が発表された。 |
| 50                     | 9月14日                | 竹財輝之助と不倫ホラーを語る                                                      | ◎竹財輝之助『夫の家庭を壊すまで』さまぁ〜ず、田中瞳（テレビ東京アナウンサー）『モヤモヤさまぁ～ずSDGs【in栃木県・宇都宮市】好評第6弾!2日連続放送』 | ゆめちゃん                       | |
| 51                     | 9月28日                | サヨナラ…池谷アナSP!                                                              | ※田中瞳（テレビ東京アナウンサー）、さまぁ〜ず | ゆってぃ                         | サプライズで池谷アナの両親がVTR出演。 |
| 52                     | 10月5日                | 禁断の未公開トーク大放出SP                                                        | *ゲストなし | ティモンディ                     | 過去の未公開映像特集第2弾。 |
| 53                     | 10月12日               | 井口&なるおが無謀番組に苦情                                                       | ◎井口浩之（ウエストランド）、口笛なるお（わらふぢなるお）『《即今日話》今日の出来事だけのトークバトル』 | TAIGA                            | この週より新アシスタントとして中根舞美アナが登板。 |
| 54                     | 10月19日               | ロバート秋山登場!爆笑秘話                                                         | 秋山竜次（ロバート）『秋山ロケの地図SP【群馬・高崎市】北関東イチ美味い街で裏グルメ地図の旅』 | ママタルト                       | |
| 55                     | 10月26日               | 大久保嘉人"ぐるり旅"を語る                                                        | 大久保嘉人『水バラ 秋の富士山!ぐるり一周対決旅 パリ五輪・金メダリスト緊急参戦SP!』 | ゴー☆ジャス                      | |
| 56                     | 11月2日                | カズレーザーとクイズ番組を語る                                                    | カズレーザー（メイプル超合金）『日曜ビッグバラエティ 一茂・カズレーザーの巨大なモノどうやって壊す?神ワザ解体職人』※［番組グッズ開発会議］飯塚沙穂（「テレ東本舗。」グッズ企画担当）                                                                       | ゆってぃ                         | |
| 57                     | 11月9日                | 桐谷健太「Qrosの女」秘話                                                          | ◎桐谷健太、黎架『Qrosの女 スクープという名の狂気』 | ゆめちゃん                       | |
| 58                     | 11月16日               | 小木博明が番宣せずに暴走                                                          | ◎小木博明（おぎやはぎ）『ゴッドタン』『タクシー運転手さん一番うまい店に連れてって!』 | AMEMIYA                          | |
| 59                     | 11月23日               | バカ売れアナ!新井恵理那が…                                                        | 新井恵理那『ナゼそこ? 長野の山…1万3000km離れたアフリカからナゼ移住? ㊙家族』 | アキラ100%                       | |
| 60                     | 11月30日               | 山崎怜奈が"あちこち"の魅力を語る                                                  | ◎山崎怜奈『あちこちオードリー』 | アルコ&ピース                    | |
| 61                     | 12月7日                | 草薙航基が"バス旅"に物申す                                                        | 草薙航基（宮下草薙）『テレ東系 旅の日～ローカル路線バス乗り継ぎの旅8時間SP～』 | ゆめちゃん                       | |
| 62                     | 12月14日               | マヂラブ野田が番組にダメ出し                                                      | 野田クリスタル（マヂカルラブリー）『ヨソの番組乗っかりクイズ 寄生番組パラサイト 第3弾』 | ゆってぃ                         | |
| 63                     | 12月21日               | ずん飯尾と話題のドミノ特番を語る                                                  | 飯尾和樹（ずん）『お家でドドドミノ 第2弾』『テレ東の人気企画を世界のテレビ局がやってみた!テレ東スマッシュヒッツ』 | TAIGA                            | 中根アナの代役で狩野恵里（テレビ東京アナウンサー）が出演。 |
| 64                     | 12月28日               | ずん飯尾&鈴木福と年末SP                                                           | 鈴木福『出川哲朗のプロ野球順位予想2024 答え合わせ 大反省会【リアルガチ】』飯尾和樹（ずん）『飯尾和樹の『ずん喫茶』大みそかSP＜東京＆長崎＞佐藤栞里さんと笑顔で喫茶店納め』『芸能界オールスター草野球 出川哲朗「テツローズ」VSサンドウィッチマン「伝説」』 | アキラ100% アルコ&ピース         | 10:30 - 11:35 中根アナの代役で狩野恵里（テレビ東京アナウンサー）が出演。 |

| 2025年 第65回 - 第75回 | 2025年 第65回 - 第75回 | 2025年 第65回 - 第75回             | 2025年 第65回 - 第75回 | 2025年 第65回 - 第75回 | 2025年 第65回 - 第75回 |
| 回                     | 放送日                 | サブタイトル                       | ゲスト『オススメ番組』 | 番宣パート             | 備考 |
| ---------------------- | ---------------------- | ---------------------------------- | --- | ---------------------- | --- |
| 65                     | 1月11日                | まさかのオダギリジョーが登場       | ※［今やっているテレ東の映画］オダギリジョー『劇映画 孤独のグルメ』                                                                                             | ママタルト             | |
| 66                     | 1月18日                | 中途採用の女性アナいらっしゃ～い   | ※嶺百花（テレビ東京アナウンサー）、山本倖千恵（テレビ東京アナウンサー）                                                                                        | AMEMIYA                | 嶺アナ担当トレーナー・竹﨑由佳（テレビ東京アナウンサー）、山本アナ担当トレーナー・狩野恵里（テレビ東京アナウンサー）がコメントを提供した。 |
| 67                     | 1月25日                | 禁断の未公開トーク大放出SP         | *ゲストなし | ゴー☆ジャス            | 過去の未公開映像特集第3弾。 |
| 68                     | 2月1日                 | 原口あきまさ"モノマネ芸"炸裂       | 原口あきまさ『ものまねのプロがガチ投票 いま日本人に聴いてほしい!歌まねコラボランキング』                                                                       | ティモンディ           | |
| 69                     | 2月8日                 | 話題のドラマ話&緊急速報            | ◎金子大地、草川拓弥（超特急）『晩餐ブルース』 | アキラ100%             | |
| 70                     | 2月15日                | 売れっ子ぱーてぃーちゃん信子が暴走 | 信子（ぱーてぃーちゃん）『日曜ビッグバラエティ 昭和レトロ食堂に泊まる。じいちゃん＆ばあちゃんの店でお手伝い…ふれあい感涙SP』                                   | アルコ&ピース          | |
| 71                     | 2月22日                | 劇団ひとり登場!ゴッドタン秘話      | ◎劇団ひとり『ゴッドタン』 | AMEMIYA                | |
| 72                     | 3月1日                 | 木村昴が"おはスタ"秘話を語る       | ◎木村昴『おはスタ』 | ティモンディ           | |
| 73                     | 3月8日                 | 森三中・黒沢がテレ東に物申す       | ☆黒沢かずこ（森三中）『極嬢ヂカラ』『出没!アド街ック天国』『日経スペシャル ガイアの夜明け』『あちこちオードリー』『東京フェムテック委員会』『ありえへん∞世界』 | アキラ100%             | |
| 74                     | 3月15日                | アド街1500回!山田五郎が語る        | ◎山田五郎『出没!アド街ック天国』『土曜名馬座』 | AMEMIYA                | |
| 75                     | 3月29日                | イケメン俳優のドラマ秘話           | 竹財輝之助『夫よ、死んでくれないか』 野村康太『ディアマイベイビー』                                                                                            | アルコ&ピース          | エンディングで枠移動（火曜深夜25:30）を発表。                                                                                              |

#### 水曜日 1:30 - 2:00 時代
| 2025年 第76回 - | 2025年 第76回 - | 2025年 第76回 -                                      | 2025年 第76回 - | 2025年 第76回 -  | 2025年 第76回 -                      |
| 回              | 放送日          | サブタイトル                                         | ゲスト『オススメ番組』 | 番宣パート       | 備考                                 |
| --------------- | --------------- | ---------------------------------------------------- | --- | ---------------- | ------------------------------------ |
| 76              | 4月2日          | 土屋アンナが過酷ロケに物申す!                        | 土屋アンナ『所でナンじゃこりゃ!?★パラオ恐怖と神秘の海底&ファミマヒット商品の秘密調査』                                                                                             | ティモンディ     |                                      |
| 77              | 4月9日          | さゆりんごの謎キャラを暴く!?                         | ◎松村沙友理『やぶさかではございません』 | バッドナイス常田 |                                      |
| 78              | 4月16日         | ラランド・ニシダ登場で問題発覚                       | ニシダ（ラランド）『即今日話「あなたの今日の出来事は?」街行く人々の今日を尋ねてみたら…』                                                                                           | コウメ太夫       |                                      |
| 79              | 4月23日         | ぺこぱが爆食ロケ企画の裏側を激白!                    | ぺこぱ『土スペ はらぺこぱ 1g1円ローカルグルメはしご旅6 東京築地～茨城水戸』 | にゃんこスター   |                                      |
| 80              | 4月30日         | 福留光帆が語る大食い番組の裏側!                      | 福留光帆『デカ盛りハンター 最強大食い王決定戦2025!大阪予選』『最強大食い王決定戦2025【第90回大会!史上最強の黒船軍団来襲…超新星現る】』                                             | ワタリ119        |                                      |
| 81              | 5月7日          | ビビる大木が語る"家ついて…"の裏側                    | ◎ビビる大木『家、ついて行ってイイですか?』伊集院光『二度見したくなる!スポーツ衝撃プレーGP スポーツ×衝撃映像の新機軸番組』                                                          | ティモンディ     |                                      |
| 82              | 5月14日         | 卓球界のレジェンド水谷隼 世界卓球の楽しみ方教えます! | 水谷隼『世界卓球2025ドーハ』 | 平野ノラ         |                                      |
| 83              | 5月21日         | 視聴者投稿大放出SP!                                  | *ゲストなし ※［4月から始まったテレ東の番組］『JAPANをスーツケースにつめ込んで!～世界に日本を持ってった～』『世界を救う!ワンにゃフル物語 柴と三毛と亀梨くん』『有吉の深掘り大調査』 | クールポコ。     |                                      |
| 84              | 5月28日         | 乃木坂46弓木奈於の天然トーク炸裂!                    | ◎弓木奈於（乃木坂46）『東京パソコンクラブ』 | バッドナイス常田 |                                      |
| 85              | 6月4日          | ハライチ澤部の街録ロケ特番とは?                      | 澤部佑（ハライチ）『街録で笑っちゃったヨ!』 | にゃんこスター   |                                      |
| 86              | 6月11日         | 伊沢拓司とテレ東(秘)クイズ対決                       | ◎伊沢拓司『円卓コンフィデンシャル〜他社との遭遇〜』 | ワタリ119        |                                      |
| 87              | 6月18日         | 元NHK武田真一アナが暴言連発!?                        | ◎武田真一『川島明の辞書で呑む』 | キンタロー。     |                                      |
| 88              | 6月25日         | 遂にザキヤマが来るぅ～!街道歩き秘話                  | 山崎弘也（アンタッチャブル）『土曜スペシャル ザキヤマの街道歩き旅12奈良街道 反町隆史参戦SP』                                                                                       | コウメ太夫       |                                      |
| 89              | 7月2日          | 最新! 7月からの話題アニメSP                          | 小林裕介『ホテル・インヒューマンズ』 篠原侑『ぷにるはかわいいスライム第2期』 福西勝也『怪獣8号第2期』                                                                              | 平野ノラ         |                                      |
| 90              | 7月9日          | ロック界の大御所・甲斐よしひろ降臨                   | ※［ゲストもテレ東批評］甲斐よしひろ | キンタロー。     |                                      |
| 91              | 7月16日         | バイきんぐ小峠がテレ東に吠える!?                     | ◎小峠英二（バイきんぐ）『世界を救う!ワンにゃフル物語 ～柴と三毛と亀梨君～』 | クールポコ。     |                                      |
| 92              | 7月23日         | 野性爆弾くっきー!とハンコ旅を語る                    | くっきー!（野性爆弾）『飯尾くっきー!のハンコくださいin山梨! 10万円集めて高級旅館に泊まれるか!?』                                                                                   | バッドナイス常田 | おはスタのスタジオセットの前で収録。 |
| 93              | 7月30日         | 横澤夏子と"猛毒生物"を語る                           | 横澤夏子『日曜ビッグバラエティ「ニッポン猛毒生物研究所」触るなキケン!身近に潜む激ヤバ毒物を徹底調査』                                                                              | にゃんこスター   | おはスタのスタジオセットの前で収録。 |
| 94              | 8月6日          | 巨大船シリーズ新作!天野っち登場                      | 天野ひろゆき（キャイ〜ン）『土曜スペシャル ニッポン一周6000km!巨大貨物船に乗せてもらいました!』                                                                                    | コウメ太夫       |                                      |
| 95              | 8月13日         | 鬼越トマホークが中根アナを斬る!?                     | 鬼越トマホーク『真夏の怪奇ファイル 見えてしまった…招かれざるモノたち "最恐"の3時間半SP』                                                                                           | 平野ノラ         |                                      |
| 96              | 8月20日         | アルピー平子の架空名作劇場とは?                      | ◎平子祐希（アルコ&ピース）『架空名作劇場 人情刑事 呉村安太郎』 | キンタロー。     |                                      |

### 配信オリジナル
| 2023年 | 2023年   | 2023年 | 2023年 |
| 弾     | 配信日   | サブタイトル | 備考   |
| ------ | -------- | --- | ------ |
| 1      | 9月2日   | #001 秘蔵映像&裏エピソード オセロ中島の楽屋事件 / #002 職人さんはナゼかウカれている!? / #003 作品選びの秘密 セガール作品多くね?                                                                                 |        |
| 2      | 10月10日 | #004 二人が「草刈らせてもらえませんか?」をまだまだ語る! / #005 伊集院秘伝!タレント好感度アップの裏技とは…? / #006 佐久間宣行が語る!出役兼出演者の苦悩とは…? / #007 「テレ東っぽい番組」を作ろうとする"深刻な病" |        |
| 3      | 10月17日 | #008 伊集院VSマキタスポーツ「役作りはどこまで必要?」 / #009 俳優・伊集院光「伊丹十三監督」作品、撮影舞台裏を語る! / #010 視聴者投稿「番組で"小便ぶっかけ"たら怒られる?」                                        |        |
| 4      | 10月21日 | #011 未来のゲストトーク番組は生成AIでよくねぇ?? / #012 佐久間自信作!佐々木健介をハメた渾身のドッキリ |        |
| 5      | 10月28日 | #013 伊集院×佐久間が語る!「あちこちオードリー」の魔力 / #014 伊集院&佐久間が全力でシソンヌ長谷川をホメ殺し! / #015 視聴者投稿 高校時代、将来に役立つことはしていましたか?                                       |        |
| 6      | 11月4日  | #016 視聴者投稿「好きなアニメはなんですか?」 |        |
| 7      | 11月11日 | #017 地上波では言えない伊集院光のお悩みとは? / #018 職場では言えない池谷のお悩み |        |
| 8      | 11月18日 | #019 「ノリさんのみんな何やってんスか?」はノリさんのバケモノ的人間力 / #020 「モヤさま」のさまぁ～ずの食レポ事情VSスタッフの伸びしろ / #021 視聴者投稿「この番組の"X"のフォロワーが少ないのは誰のせい?」        |        |
| 9      | 11月25日 | #022 伊集院 佐久間も驚愕!?大食いファイター誕生秘話 |        |
| 10     | 12月2日  | #023 佐久間と伊集院がWBSの企画を考える / #024 今までで一番長い収録は? |        |
| 11     | 12月9日  | #025 池谷アナは同期のモヤさまをどう見てる? / #026 竹﨑アナが語った“合コンの収穫”とは? |        |
| 12     | 12月16日 | #027 TVチャンピオンの過酷すぎるロケに大物タレントが吠える!? / #028 TVチャンピオンの今はできないロケ内容とは…?                                                                                                   |        |
| 13     | 12月23日 | #029 芸能人草野球!中居正広の影響を受けた芸能人の悲劇とは? / #030 ロッチ中岡＆鬼越の過酷ロケ!撮れ高を封じる恐怖の番組                                                                                            |        |
| 14     | 12月30日 | #031 2023年 今年一番好きなテレ東の番組は? / #032 家、ついて行ってイイですか?のテレビのセオリーを打ち破った演出とは? / #033 池谷アナが矢作兼に功徳を諭されるが…                                                  |        |

| 2024年 | 2024年   | 2024年 | 2024年 |
| 弾     | 配信日   | サブタイトル | 備考   |
| ------ | -------- | --- | ------ |
| 15     | 1月6日   | #034 やりすぎ都市伝説 中田敦彦VS伊集院光! / #035 視聴者投稿「生で見て感動した芸能人は?」 |        |
| 16     | 1月13日  | #036 池谷アナの2024年の目標とは…? / #037 視聴者投稿「3人の好きなお餅の食べ方は?」 / #038 伊集院×佐久間が語る!TVチャンピオン3の凄さ                                                                              |        |
| 17     | 1月20日  | #039 産休中の後輩を救え!テレ東ちょっといい話 |        |
| 18     | 2月3日   | #040 超豪華!!出川キャスティングの罪 / #041 出川&松村邦洋VSヤンキーとは!? |        |
| 19     | 2月10日  | #042 視聴者投稿「3人が持っているオリジナルのバカ舌グルメは?」 / #043 超絶クオリティすぎてボロボロになったお正月番組とは…?                                                                                       |        |
| 20     | 2月17日  | #044 番組出演1周目のチャンスのつかみ方は…? |        |
| 21     | 2月24日  | #045 池谷アナ ドッグフードを食べる!?伊集院もまさかのカミングアウト! / #046 池谷アナAI Vチューバーに将来を占ってもらうとまさかの結果に… / #047 AIの進化について2人が考える!これからのAIはどうなっていく??        |        |
| 22     | 3月2日   | #048 「中村ゆりかさんに似てるって言われる」 放送後 池谷アナへの反響 / #049 セイン・カミュからみた テレ東のいい所 / #050 実は中国でテレ東イズムがバズってる!                                                     |        |
| 23     | 3月9日   | #051 伊集院&佐久間が江戸川橋・護国寺の魅力を勝手に語る! / #052 朝日奈央の知られざるアイドル卒業からの人生模索                                                                                                   |        |
| 24     | 3月16日  | #053 太川陽介 激怒!?バス旅 負けず嫌い対決「村井美樹VS太川陽介」 / #054 失言連発で店主も激怒!?ヤバすぎる男「蛭子能収」を語る! / #055 池谷アナおすすめの「加工アプリ」について語る!最後に失礼発言が!?             |        |
| 25     | 3月23日  | #056 東MAXが語る遠距離通学企画の裏話 |        |
| 26     | 3月30日  | #057 伊集院が令和の芸人に思うことを語る! / #058 池谷アナから重大発表 完全版!! |        |
| 27     | 4月6日   | #059 若手実力派女優 河合優実が知られざる軌跡を語る! / #060 伊集院&佐久間が「ヤギと大悟」についてまたまた熱く語る! / #061 池谷アナの結婚報告 ネット記事にはどう書かれる…!?                                       |        |
| 28     | 4月13日  | #062 伊集院光が今までで一緒にお酒を飲んだことある大物とは? / #063 佐久間宣行が呼ばれるレアな飲み会とは…? |        |
| 29     | 4月20日  | #064 時代は変わった…東ブクロにいく女 |        |
| 30     | 4月27日  | #065 「小峠地蔵旅」で感じる小峠の魅力とは? / #066 池谷アナがぶっ込み質問!?アルコ＆ピースはなぜ売れた? |        |
| 31     | 5月4日   | #067 テレ東オリジナルTシャツキャンペーンにテレ東批評がない!? |        |
| 32     | 5月11日  | #068 あの番組の斬新なタイトルに伊集院×佐久間が物申す! |        |
| 33     | 5月18日  | #069 止まらないラーメン話 好みのラーメンをドーンと紹介! / #070 変わるもの、変わらないもの 古今の渋谷事情を語る!                                                                                                 |        |
| 34     | 5月25日  | #071 視聴者投稿「3人がどうしてもリピート買いしちゃうモノは?」 |        |
| 35     | 6月1日   | #072 テレ東ファン支局より「池谷アナに夫婦としての大切な知恵を伝授して!」 |        |
| 36     | 6月8日   | #073 草彅剛の圧巻芝居に感動! / #074 佐久間宣行が語る!出役と演出家の棲み分けとは? / #075 ラジオとテレビそれぞれの発言の難しさ…でも「テレ東批評」が一番ヤバい                                                     |        |
| 37     | 6月15日  | #076 勝手に紐解く…みちょぱの歴史 / #077 ニオイで思い出す!?伊集院×佐久間の懐かしい過去 |        |
| 38     | 6月15日  | #078 自分だけが信じる未確認生物って? |        |
| 39     | 6月22日  | #079 ゴッドタン みなみかわVSオズワルド伊藤の裏話を佐久間が語る! / #080 松丸アナから池谷アナへバトン!?松丸アナのなんでもOKな懐の深さとは? / #081 池谷アナ猛反省!?「アナウンス部長が来ていたこと忘れていました…」 |        |
| 40     | 7月6日   | #082 村井美樹が今までで一番怒ったのはパンクブーブー黒瀬!? / #083 身近にあるあの店は実は地方限定チェーン店!? |        |
| 41     | 7月13日  | #084 AKB48 先輩後輩の不満を言い合おう! |        |
| 42     | 7月20日  | #085 テレビ取材あるある 素人さんが張り切りすぎて… / #086 佐久間がAD時代の失敗談を披露!? / #087 続・番組オリジナルグッズ開発会議                                                                                 |        |
| 43     | 7月27日  | #088 永野が憧れる「杉田かおる」の生きざまとは…? / #089 佐久間宣行プロデュース「罵倒カフェ」オープン情報解禁!!                                                                                                   |        |
| 44     | 8月3日   | #090 「ゴッドタン」の次に若手芸人が目指す番組とは? / #091 今回創部3年目の全校生徒69人中、野球部54人の高校が沖縄大会で準優勝!? / #092 相席スタート山添が大絶賛するナレーションを担当した番組とは!?               |        |
| 45     | 8月10日  | #093 ラジオ経験豊富な伊集院光が松田好花にラジオの奥深さを熱く語る! |        |
| 46     | 8月17日  | #094 伊集院が第2の池谷発見!? / #095 「あちこちオードリー」にAdo来店裏話 / #096 テレ東新人アナから見た池谷アナとは?仰天行動発覚!? / #097 隅田川花火大会裏生配信で起きたハプニングとは!?                          |        |
| 47     | 8月24日  | #098 「えいじはっぽう」って何? / #099 伊集院が体験…真夏の深夜…通販番組で事件 |        |
| 48     | 8月31日  | #100 伊集院光が連れてってもらった変わった喫茶店とは? / #101 池谷アナの最近あった夏の思い出とは? / #102 雷に対する意外なエピソードとは!? / #103 子供があれほど夢中になる「型抜き」の魔力とは!?                   |        |
| 49     | 9月7日   | #104 ノブコブ徳井がバス旅で体験した「太川陽介」とは!? |        |
| 50     | 9月14日  | #105 さんまさん40年ぶりにテレ東スタジオへ!伊集院&佐久間が特番の感想を語る! / #106 万能!竹財輝之助のさらにすごい趣味とは…? / #107 視聴者投稿「就職試験がうまいくようアドバイスをください!」                      |        |
| 51     | 9月28日  | #108 佐久間が昼めし旅に出演??後輩Dから謎のオファー / #109 「ゴッドタン オズワルド伊藤vsきしたかの高野の仲直り」の収録秘話とは?                                                                                  |        |
| 52     | 10月5日  | #110 夏祭りの屋台「亀すくい」の思い出 / #111 視聴者投稿「長年深夜ラジオやってますが おじさん的に体は大丈夫なの?」 / #112 視聴者投稿「『栃木』『茨城』を代表するタレントは誰?」                                  |        |
| 53     | 10月12日 | #113 テレビ東京はパイロット版を放送している!? |        |
| 54     | 10月19日 | #114 カラオケバトル歴代王者たちの異次元の点差とあの司会者がヤバい! / #115 秋山ロケの地図で発揮!?クセ強キャラを引き込む秘訣は?                                                                                   |        |
| 55     | 10月26日 | #116 伊集院×佐久間が絶賛!「バスVS鉄道乗り継ぎ対決旅」の神回を語る! / #117 中根アナが大久保嘉人にイエローカード!? / #118 視聴者投稿「2代目アシスタント 中根アナはどんな人?」                                     |        |
| 56     | 11月2日  | #119 伊集院が経験した一世一代の結婚会見 / #120 トム・ブラウンは激ヤバモンスター |        |
| 57     | 11月9日  | #121 まさかの事態!?佐久間が体験したテレ東カメラ無し事件とは…? / #122 ついに中根アナも!?テレ東批評のメンバーが大好きなあのゲームをまたまた語る                                                                   |        |
| 58     | 11月16日 | #123 ゴッドタンで馬になった小木博明 その時家族は…? / #124 視聴者投稿「皆さんにとっての懐かしお菓子はなんですか?」                                                                                               |        |
| 59     | 11月23日 | #125 全員ハマる激アツゲーム! "どら焼き屋さん物語" / #126 中根アナが出てみたい番組とは? |        |
| 60     | 11月30日 | #127 中根アナが収録に挑む姿勢が変わってきた!? / #128 山崎怜奈に教える!難敵ゲスト「つぶやきシロー」の対処法 |        |
| 61     | 12月7日  | #129 「ドラクエⅢリメイク」ヒットの鍵はおじいちゃんのすいとんに通ずる!? / #130 昔の8mmフィルムにはお宝映像が!? / #131 天然ネガティブ芸人草薙航基を伊集院光と佐久間宣行が絶賛!?                                   |        |
| 62     | 12月14日 | #132 視聴者投稿「好きな鍋料理はなんですか?」結局どの鍋が一番好き? |        |
| 63     | 12月21日 | #133 憎悪渦巻く!?好きな女性アナランキング / #134 思い出がいっぱい中山美穂さんの話 |        |
| 64     | 12月28日 | #135 鈴木福の知られざる超意外な芸能界交友関係とは!? / #136 今年最後のテレ東批評!みなさんの来年の目標は? |        |

| 2025年 | 2025年  | 2025年 | 2025年 |
| 弾     | 配信日  | サブタイトル | 備考   |
| ------ | ------- | --- | ------ |
| 65     | 1月11日 | #137 伊集院のマネージャーとの「ちょっとおかしくない?」な話 / #138 マジ歌選手権の打ち上げでバナナマン日村が…                                                                                        |        |
| 66     | 1月18日 | #139 おじさんパーカー論争 MC二人のファッション感は? / #140 ぱーてぃーちゃん 信子 テレ東旅番組の新エースに? / #141 若手は前途多難? AI化するアナウンサー界                                           |        |
| 67     | 1月25日 | #142 視聴者投稿「リメイクして欲しいテレビ東京の番組は?」 / #143 年末年始特番は「裏被り」でキャスティングがてんやわんや! / #144 長山洋子さんと伊集院光の二十歳の対比とは?                           |        |
| 68     | 2月1日  | #145 伊集院が絶賛! WBSで披露された田中瞳アナの食レポとは…? / #146 原口あきまさが披露する室井慎次のモノマネの裏側とは…?                                                                             |        |
| 69     | 2月8日  | #147 金子大地×草川拓弥 推しのお笑い番組は? / #148 金子大地×草川拓弥 お互いの嫉妬する部分は? / #149 10年間ウソを突き通した男「THE MOLE」の狂気                                                      |        |
| 70     | 2月15日 | #150 伊集院光&中根アナのプロ野球キャンプ探訪記! / #151 ぱーてぃーちゃん信子の意外なストレス解消法とは?                                                                                             |        |
| 71     | 2月22日 | #152 あちこちオードリーで再発見された「フットボールアワー」の魅力とは? / #153 ゴッドタン小木博明の得手不得手とは!? / #154 ゴッドタンの制作過程とは!?                                               |        |
| 72     | 3月1日  | #155 伊集院が恐れる…?そこ知れぬ栗原マネージャー! / #156 「きのこの山」「たけのこの里」どっち派論争!                                                                                                |        |
| 73     | 3月8日  | #157 「アド街」制作会社ハウフルスのスゴさ / #158 視聴者投稿「3人が必ずやるゲン担ぎは?」 |        |
| 74     | 3月15日 | #159 豪快伝説!みのもんたさんとの打ち上げ秘話 / #160 改めて…峰竜太のスゴさ! |        |
| 75     | 3月29日 | #161 有吉ぃぃeeeee!でのアンガールズ田中が魅せた神回がなぜか… / #162 イケメン俳優がお互いを批評!? / #163 中根アナの悩み相談!「私もサインが欲しい!」                                                 |        |
| 76     | 4月2日  | #164 伊集院光&中根アナの休みの過ごし方とは!? / #165 土屋アンナはどこへ向かうのか? |        |
| 77     | 4月9日  | #166 佐久間が愛する「紙とさまぁ～ず」はゲストが大変!? / #167 伊集院が松村沙友理に物申す! / #168 乃木坂46のルールを変えた松村沙友理の行動とは!?                                                     |        |
| 78     | 4月16日 | #169 ラランド YouTube ヤバすぎる独りエジプト事件 / #170 最近のラジオ事情とは? |        |
| 79     | 4月23日 | #171 ぺこぱが見た!出川哲朗のここがスゴい! / #172 4月から新年度!それぞれ変化したことは? / #173 野球にどハマり中の中根アナに伊集院が力説!?                                                           |        |
| 80     | 4月30日 | #174 食パン1斤論争勃発!ざるそばvsチーズも飛び火!? / #175 元AKB48福留光帆にあった炎上列伝とは!? |        |
| 81     | 5月7日  | #176 中根アナ プロ野球中継でまさかの快挙!? / #177 「孤独のグルメ」ネタ多すぎじゃね?問題 / #178 中根アナ激白「一番好きな♡♡が出来ました」                                                            |        |
| 82     | 5月14日 | #179 中根アナが謎のおめかし…その理由とは!? / #180 水谷隼が「アノ人、消しときました…」ロケの裏側を語る!                                                                                             |        |
| 83     | 5月21日 | #181 人情に触れ、心に沁みる「共感これこれトーク」 |        |
| 84     | 5月28日 | #182 にわかパントマイムを披露!! / #183 大家族の弓木家の食卓事情とは!? |        |
| 85     | 6月4日  | #184 結婚式のお祝いVTR ホントは面倒臭い?問題 / #185 伊集院からクレーム!?番宣VTRでの扱いに物申す |        |
| 86     | 6月11日 | #186 中根アナがまたやらかしました…… / #187 伊沢と伊集院が激白!!うんちくタレントの苦悩とは! |        |
| 87     | 6月18日 | #188 佐久間がテレ東社員へ物申す!やめてください!! / #189 視聴者投稿「好きな味噌汁の具はなんですか?」                                                                                                |        |
| 88     | 6月25日 | #190 令和ではあり得ない!伝説のゲーム番組で土下座! / #191 伊集院が驚いた!進化するAI事情 |        |
| 89     | 7月2日  | #192 田中瞳アナ卒業 モヤさま新アシスタントは? / #193 緊張と後悔の5分間 初めてのヒーローインタビュー / #194 「怪獣8号」をさらに面白く観る方法! / #195 テレ東アニメ主演声優に聞く!声優業界の深～い話 |        |
| 90     | 7月9日  | #196 佐久間の好きな球団「レイルウェイズ」について / #197 今だから言います!佐久間が中根アナの失言を大暴露!                                                                                          |        |
| 91     | 7月16日 | #198 まさかのオフィシャル!?コンビなのに共演NGなワケ! / #199 ヤバすぎる!?西村瑞樹はこういう男! / #200 小峠独白!あの小峠が結婚を決めた理由とは!?                                                     |        |
| 92     | 7月23日 | #201 期待を煽っておきながら…超ガッカリ!?ハンコ旅ロケ裏トーク! / #202 「ハンコ旅」今後の展開を勝手に予想! / #203 収録アフタートーク!                                                                |        |
| 93     | 7月30日 | #204 放送枠を確保するのは大変な話 |        |
| 94     | 8月6日  | #205 残り人生でやりたいって何だ!? / #206 収録アフター(秘)トーク 天野ひろゆきはスゴい男だよ |        |
| 95     | 8月13日 | #207 鬼越トマホークが過去にあった"本当にあった怖かった話"を語る / #208 鬼越 良ちゃんが中根アナにマジ説教!? / #209 収録アフター（秘）トーク 中根アナを慰めるおじさん2人                             |        |
| 96     | 8月20日 | #210 佐久間宣行が娘に見せたくなかった〇〇との絡み / #211 平子がドラマで共演中の風間俊介の秘密を暴露!? / #212 収録アフタートーク!                                                                   |        |

## スタッフ

### レギュラー放送
- 構成：谷口雅人
- 技術：岡賢治、江畑恵子【共に毎週、以前は週替わり】
- 編集進行：山﨑貴史（E･Force Studio）
- 編集：納戸正明
- ビジュアルフォーマット：松本哲也（E･Force Studio）
- MA：降籏直人、三島史也（共にE･Force Studio）【週替わり】
- 音効：久坂惠紹（戯音工房）
- 技術協力：ラメカラメカ、E･Force Studio、戯音工房
- メイク：山田かつら
- 番宣：日比野壇・高橋海里奈（高橋→2025年4月 - ）（共にテレビ東京）
- AD：中村明日菜、高野翔太
- AP：橋本佳奈（テレビ東京）
- 制作協力：やんかわ商店
- ディレクター：瀬良元信、市島竜也、矢部宏光（市島・矢部→2024年4月 - ）
- 演出：袰川斉（やんかわ商店）
- プロデューサー：露木寛子（テレビ東京、2024年6月15日 - ）
- チーフプロデューサー：越山進（テレビ東京）
- 製作著作：テレビ東京

#### 過去のスタッフ（レギュラー放送）
- 技術：黒川啓輔、神崎萌、東村康司、尾場瀬絵菜【毎週】
- 音効：宍戸遥香（戯音工房、2024年4月6日 - 2025年3月）
- 番宣：真船佳奈・滝山直史・宮中彩花（共にテレビ東京、宮中→2024年4月6日 - 2025年3月）
- AD︰北出実夢
- AP：遠藤充子（テレビ東京）
- プロデューサー︰三宅優樹・水野亮太（共にテレビ東京、三宅→2023年11月4日 - 2024年4月20日）

### プレ特番（スタッフ）
- 構成：谷口雅人
- 技術：岡賢治、神崎萌
- 編集進行：山﨑貴史（E･Force Studio）
- 編集：納戸正明
- ビジュアルフォーマット：松本哲也（E･Force Studio）
- MA：降籏直人（E･Force Studio）
- 音効：久坂惠紹（戯音工房）
- 技術協力：ラメカラメカ、E･Force Studio、戯音工房
- メイク：山田かつら
- 番宣：日比野壇・滝山直史・真船佳奈（共にテレビ東京）
- AD：中村明日菜、高野翔太、北出実夢
- AP：遠藤充子（テレビ東京）
- 制作協力：やんかわ商店
- ディレクター：瀬良元信
- 演出：袰川斉（やんかわ商店）
- プロデューサー：水野亮太（テレビ東京）
- チーフプロデューサー：越山進（テレビ東京）
- 製作著作：テレビ東京